# Opius ithacensis
Opius ithacensis är en stekelart som beskrevs av Fischer 1964. Opius ithacensis ingår i släktet Opius och familjen bracksteklar. Inga underarter finns listade i Catalogue of Life.